# 広島国際学院中学校・高等学校
広島国際学院中学校・高等学校（ひろしまこくさいがくいんちゅうがっこう・こうとうがっこう）は、学校法人広島国際学院が設置し、広島県安芸郡海田町に所在する私立中学校・高等学校。

## 年表
- 1927年（昭和2年）- 鶴虎太郎が広島市国泰寺町に広島高等予備校を創立
- 1938年（昭和13年）- 広島高等予備校に広島電気学校を併設
- 1945年（昭和20年）- 広島市への原子爆弾投下により全施設を焼失、翌年に安芸郡海田町の現校地に移転
- 1948年（昭和23年）- 学制改革に伴い広島電機高等学校を開校
- 1965年（昭和40年）- 船越町に女子部を開校（1973年に海田町へ移転統合）[注釈 1]
- 1967年（昭和42年）- 広島電機大学開学に伴い、広島電機大学附属高等学校に改称
- 1994年（平成6年）- 商業科を廃止
- 1997年（平成9年）- 総合システム科を新設
- 1999年（平成11年）- 広島国際学院高等学校に改称
- 2010年（平成22年）- 総合学科を新設
- 2012年（平成24年）- 総合システム科を廃止
- 2013年（平成25年）- 普通科に進学コースを新設。特進コースと進学コースの2コースになる
- 2016年（平成28年）- 新校舎建造開始
- 2018年（平成30年）- 新校舎完成
- 2019年（平成31年）- 新グラウンド完成（人工芝）
- 2019年（平成31年）- 高校に普通科国際教養コース新設
- 2019年（平成31年）- 広島国際学院中学校が開校
- 2020年（令和2年）- 高校に普通科難関コース・選抜進学コース・総合進学コースを新設

## 年間行事
- 4月 - 入学式
- 5月 - 集団合宿
- 6月 - 体育祭
- 7月 - クラスマッチ
- 10月 - 修学旅行
- 11月 - 文化祭
- 12月 - 献血
- 2月 - マラソン大会
- 3月 - 卒業式

## 部活動
- 硬式野球部
- サッカー部
- 陸上競技部
- ゴルフ部
- バレーボール部
- 吹奏楽部
- 剣道部
- 柔道部
- 空手道部
- ダンス部
- 卓球部
- ソフトボール部
- 茶道部
- 理学研究部

## 交通アクセス
- JR山陽本線：海田市駅

## 系列校
- 学校法人広島国際学院
  - 広島国際学院大学 - 2020年以降募集停止、2023年閉校予定。
  - 広島国際学院大学自動車短期大学部 - 専門学校に種別変更予定。

## 著名な出身者

### スポーツ
- 隠善智也 - 元プロ野球選手（読売ジャイアンツ）
- 今井金太 - 元プロ野球選手（横浜DeNAベイスターズ）
- 原大輝 - 元プロ野球選手（オリックス・バファローズ）
- 山下峻 - 元プロ野球選手（横浜DeNAベイスターズ）
- 坂原秀尚 - 高校野球指導者
- 山田恵一 - 元プロレスラー
- 熊野準 - プロレスラー
- 武田美智子 - 総合格闘家
- 西谷泰治 - 自転車ロードレース選手
- 鬼原積 - 元競輪選手、日本自転車競技連盟メカニシャン
- 木村一利 - 元競輪選手
- 采谷義秋 - マラソン選手
- 田辺ひかり - ゴルファー
- 金谷拓実 - ゴルファー

### 芸能
- 矢沢永吉 - 歌手
- クロちゃん（安田大サーカス） - お笑いタレント
- アマレス兄弟 アマレス兄　- お笑いタレント
- 玉寄兼一郎 - スタントマン・俳優
- 高藤有沙 - フリーアナウンサー・元NHK高松放送局・NHK旭川放送局キャスター
- 石橋竜史 - ローカルタレント・広島市議会議員
- ハナイチ - 実業家・デザイナー・ミュージシャン